# 吳子孝
吳子孝（1496年—1563年），字純叔，號海峰，晚年更號龍峯，直隸蘇州府長洲縣人，民籍，明朝政治人物。

## 生平
嘉靖元年（1522年）壬午科應天府鄉試第九十七名舉人。嘉靖八年（1529年）中式己丑科會試第十九名，登第三甲第二十二名進士。考选翰林院庶吉士，出为台州府推官，遷广平府通判，擢升南京吏部文选司主事，乞終养歸。後起补礼部精膳司主事，二十四年九月升光禄寺寺丞，二十七年三月升湖广右参议，分守下荆南道、提督太和山。卒後學者私謚曰“真毅先生”。

## 家族
曾祖吳琮，贈通議大夫南京太常寺卿；祖父吳行，封翰林院編修累贈資政大夫太子少保南京吏部尚書；父吳一鵬，曾任資善大夫太子少保南京吏部尚書。前母宣氏（累贈淑人）；前母姚氏；嫡母薛氏（累贈淑人）；生母薛氏。严侍下。兄子忠。